# باسم عبد الأمير
باسم عبد الأمير (15 أبريل 1965 -)، منتج وممثل ولد وعاش في الكويت، ويحمل الجواز اليمني. بدأ العمل الفني في مسرحية عزل السوق بعام 1980.

## أعماله

### المسلسلات
| سنة الإنتاج | المسلسل                | بمشاركة                                                                                                |
| ----------- | ---------------------- | --- |
| 1984        | رحلة العمر             | أحمد الصالح، محمد السريع، جاسم الصالح، كاظم القلاف، داود حسين                                          |
| 1984        | إلى من يهمه الأمر      | أحمد الصالح، مريم الغضبان، جاسم النبهان، عائشة إبراهيم، علي المفيدي، طيبة الفرج                        |
| 1985        | الجوهرة والصياد        | خالد العبيد، محمد المنيع، جاسم النبهان، محمد جابر، باسمة حمادة                                         |
| 1987        | على الدنيا السلام      | جاسم النبهان، أحمد الهزيم، زهرة الخرجي، عبير الجندي                                                    |
| 1988        | مسافر بلا هوية         | غانم الصالح، حياة الفهد، عبد الإمام عبد الله، عبير الجندي                                              |
| 1998        | سابع جار               | غانم الصالح، حسن البلام، عبير أحمد، خالد العجيرب                                                       |
| 2001        | صالح وطالح             | غانم الصالح، محمد العجيمي، خالد البريكي، ليلى السلمان، طيف، أحمد السلمان                               |
| 2001        | القدر المحتوم          | جاسم النبهان، حسين المنصور، فاطمة الحوسني، هيفاء حسين                                                  |
| 2001        | دموع شارع              | عبد الإمام عبد الله، أحمد السلمان، طيف، لطيفة المجرن                                                   |
| 2001        | قلوب مهشمة             | عبد الرحمن العقل، عبد الإمام عبد الله، محمد العجيمي، زهرة الخرجي، سماح                                 |
| 2001        | الحياة امرأة           | جاسم النبهان، حسين المنصور، أحلام محمد، بدرية أحمد، خالد البريكي، محمود بوشهري، لطيفة المجرن           |
| 2002        | كافيه بوعزوز           | جاسم النبهان، سعد كنعان، ليلى السلمان، زهرة عرفات، هدى إبراهيم                                         |
| 2002        | سهم الغدر              | محمد المنصور، أحلام محمد، حسين المنصور، أحمد الجسمي، فاطمة الحوسني، فخرية خميس                         |
| 2002        | كشف حساب               | محمد جابر، علي المفيدي، هيفاء عادل، حسين المنصور، خالد البريكي                                         |
| 2002        | ناس وناس               | محمد المنصور، فخرية خميس، زينب العسكري، خالد البريكي، جواهر                                            |
| 2003        | ملاذ الطير             | سمير الناصر، عبد الناصر الزاير، مريم زيمان، سعاد علي، عبد المحسن النمر، هيفاء حسين، زينب العسكري       |
| 2003        | صمت السنين             | أحمد الصالح، هدى حسين، حسين المنصور، لطيفة المجرن، زهرة عرفات، خالد أمين، ليلى السلمان                 |
| 2003        | يا خوي                 | سعاد عبد الله، سليمان الياسين، أسمهان توفيق، عبد المحسن النمر، حسن البلام، بدرية أحمد                  |
| 2004        | الشقردي                | هدى حسين، أحمد الصالح، جمال الردهان، هيا الشعيبي                                                       |
| 2004        | الدنيا لحظة            | غازي حسين، عبد الإمام عبد الله، ميساء مغربي، أحلام حسن، أحمد إيراج                                     |
| 2005        | جني وعطبة              | غانم الصالح، مريم الصالح، عبد الرحمن العقل، أحمد جوهر                                                  |
| 2005        | اللقيطة                | جاسم النبهان، غازي حسين، طيف، حسن البلام، هيفاء حسين، هند البلوشي، حمد العماني                         |
| 2005        | البوية                 | محمد المنيع، محمد العجيمي، طيف، بدرية أحمد، ليلى السلمان                                               |
| 2006        | الفرية                 | صلاح الملا، مريم الصالح، ناصر كرماني، خليفة خليفوه                                                     |
| 2006        | نجمة الخليج            | شيماء سبت، هيفاء حسين، حسن البلام، عبد المحسن النمر                                                    |
| 2007        | الأخ صالحة             | أحمد السلمان، محمد الصيرفي، إبراهيم الصلال، حياة الفهد                                                 |
| 2007        | الخراز                 | فاطمة الحوسني، هبة الدري، هند البلوشي، نواف النجم، ملاك                                                |
| 2007        | همس الحراير            | جاسم النبهان، سعد كنعان، حسين المنصور، أمل العوضي، عبير أحمد                                           |
| 2008        | أبلة نورة              | أحمد الجسمي، فاطمة الحوسني، مرام، هند البلوشي                                                          |
| 2008        | البارونات              | عبد الله عبد العزيز، عبد العزيز الجاسم، جاسم النبهان، مشعل الجاسر، سعد كنعان                           |
| 2009        | دمعة يتيم              | هند البلوشي، يعقوب عبد الله، مرام، منى البلوشي، أمل عبد الكريم                                         |
| 2009        | امرأة وأخرى            | عبد العزيز جاسم، فاطمة عبد الرحيم، أحمد السلمان، مشاري البلام، يعقوب عبد الله                          |
| 2010        | أيام الفرج             | غانم الصالح، خالد أمين، باسمة حمادة، طارق الكندري، غدير صفر                                            |
| 2010        | رصاصة رحمة             | عبد العزيز الجاسم، إبراهيم الحربي، إلهام الفضالة، مشعل الجاسر، سعد كنعان، لمياء طارق                   |
| 2010        | ليلة عيد               | شذى سبت، مريم حسين، ليلى السلمان، سلمى سالم، هنوف السعدون                                              |
| 2011        | بوكريم برقبته سبع حريم | شجون الهاجري، هبة الدري، بثينة الرئيسي، ليلى السلمان، أسامة المزيعل                                    |
| 2011        | الملكة                 | هدى حسين، مريم الصالح، انتصار الشراح، منى حسين                                                         |
| 2012        | بين الماضي والحب       | جاسم النبهان، عبد الله بهمن، مرام، نواف النجم، سالي القاضي                                             |
| 2012        | مجموعة إنسان           | سعدالفرج، أحمد السلمان، شجون الهاجري، هبة الدري، عبد الله بهمن                                         |
| 2012        | هجر الحبيب             | بثينة الرئيسي، أمل عبد الكريم، إلهام الفضالة، سوسن الهارون، عبد الإمام عبد الله                        |
| 2013        | بركان ناعم             | محمد المنصور، عبد الرحمن العقل، لطيفة المجرن، إلهام الفضالة، أحمد إيراج                                |
| 2014        | مسكنك يوفي             | إلهام الفضالة، فؤاد علي، فهد البناي، حمد العماني، هيا عبد السلام                                       |
| 2015        | النور                  | عبد العزيز جاسم، هيا عبد السلام، حمد العماني، نور، غدير السبتي، حلا                                    |
| 2016        | حالة خاصة              | عبد العزيز الجاسم، هيا عبد السلام، فؤاد علي، حسين المهدي، إيمان محمد علي، فيصل بوغازي                  |
| 2017        | رمانة                  | حياة الفهد، أحمد الجسمي، محمود بوشهري، هيا الشعيبي، ناصر محمد، شيماء علي، هنادي الكندري، ليلى عبد الله |
| 2018        | مع حصة قلم             | حياة الفهد، محمد جابر، مشاري البلام، زهرة الخرجي، عبير أحمد، يعقوب عبد الله، حسين المهدي، نور الغندور  |
| 2021        | جنيه                   | فاطمه الحوسني. غدير السبتي. ليالي دهراب. جود عزيز. طلال باسم. محمد خورشيد.                             |
| 2022        | سيدة العتمة            | سعاد عبدالله،سعود بوشهري،روان الصايغ                                                                   |

### في السينما
| سنة الإنتاج | الفيلم   | بمشاركة                               |
| ----------- | -------- | ------------------------------------- |
| 2006        | طرب فاشن | ميساء مغربي، محمد الصيرفي، حسن البلام |

### في المسرح
| سنة الإنتاج | المسرحية  | بمشاركة                                    |
| ----------- | --------- | ------------------------------------------ |
| 1981        | عزل السوق | حسين المنصور، إبراهيم الحربي، محمد المنصور |

## روابط خارجية
- باسم عبد الأمير على موقع قاعدة بيانات الأفلام العربية